# Fosforproduktionstoppen

En graf som visar fosforitproduktionen mellan år 1900-2016, som rapporterades av United States Geological Survey

Fosforproduktionstoppen är ett koncept för att beskriva tidpunkten då mänskligheten når maximal global produktionshastighet för fosfor som ett industriellt och kommersiellt råmaterial. Termen används på ett liknande sätt som termen oljeproduktionstoppen. Det debatterades om fosforproduktionstoppen skulle inträffa år 2010, men detta ansågs inte troligt när amerikanska USGS och flera andra organisationer ökade antalet uppskattade tillgängliga resurser med fosfor.
Fosfor är en begränsad resurs som är vanlig i jordens skorpa och i levande organismer men är relativt sällsynt i koncentrerad form och inte jämnt fördelad runt jorden. Den enda kostnadseffektiva metoden i dagsläget är gruvdrift av fosforit, men det är bara ett fåtal länder som har tillräckligt stor mängd fosforit. Den största mängden brytvärdig malm finns i Marocko och det av Marocko ockuperade Västsahara. I övrigt finns betydande fyndigheter i bland annat Kina, Algeriet och Syrien. Uppskattningar på hur produktionen kommer att se ut i framtiden varierar beroende på modell och antagande av extraherbara volymer, men det är oundvikligt att den framtida produktionen av fosforit kommer att påverkas starkt av Marocko inom en förutsägbar framtid.
Andra sätt för kommersiell fosforproduktion, förutom gruvdrift, är få på grund av dess gasformiga biokemiska kretslopp. Den dominerande källan till fosfor är i dagsläget fosforit. Enligt vissa forskare kommer jordens tillgängliga fosforreserver vara förbrukade inom 50 till 100 år och fosforproduktionstoppen beräknas ske runt år 2030. Andra tror att reserverna kommer att räcka i hundratals år. Precis som med oljeproduktionstoppen finns det ingen enighet i frågan, och forskare inom olika områden publicerar regelbundet olika uppskattningar om fosforitreserverna.